# Xã Lima, Michigan
Xã Lima (tiếng Anh: Lima Township) là một xã thuộc quận Washtenaw, tiểu bang Michigan, Hoa Kỳ. Năm 2010, dân số của xã này là 3.307 người.